# KAV Suevia Berlin
Die Katholische Akademische Verbindung Suevia (KAV Suevia) im Cartellverband der katholischen deutschen Studentenverbindungen (CV) zu Berlin ist eine katholische, farbentragende und nichtschlagende Studentenverbindung, die Mitglieder an allen Berliner und Potsdamer Universitäten und Hochschulen hat.

## Prinzipien, Wahlspruch und Couleur
Die KAV Suevia hat die Prinzipien Religio, Scientia, Amicitia und Patria. Ihr Wahlspruch lautet „Per tenebras ad lucem!“ (dt. „Durch die Finsternis zum Licht!“).
Die Burschen der Verbindung tragen ein schwarz-gelb-blaues Band, die Fuxen ein schwarz-gelb-schwarzes. Die Kopfcouleur ist eine Hinterhauptcouleur aus schwarzem Samt mit den Verbindungsfarben von unten nach oben als Band. Fakultativ kann im Sommersemester ein himmelblauer Seidenstürmer mit goldenem Zirkel getragen werden.

## Geschichte
Am 7. November 1875 wurde die Freie Vereinigung katholischer Verbindungsstudenten in Berlin gegründet, die noch im selben Jahr den Namen Suevia annahm. Diese Gründung ist in mehrfacher Hinsicht bemerkenswert. Es handelt sich um die erste Gründung aus dem noch jungen Cartellverband heraus. Angesichts des Gründungsdatums – in der heißen Phase des Kulturkampfes – musste die Gründung als ein deutliches Zeichen an die Reichsregierung verstanden werden. In diesem Zusammenhang ist auch die Namensgebung "Suevia" zu verstehen, die nicht, wie in studentischen Verbindungen seinerzeit üblich, einen landsmannschaftlichen, sondern einen politisch-programmatischen Hintergrund hat. Der Name bezieht sich auf die Staufer (insoweit derselbe Wortstamm wie Schwaben), die das Heilige Römische Reich Deutscher Nation bis 1268 regierten. Dieses Reich war vornehmlich katholisch geprägt, und daran sollte erinnert werden. Zudem handelt es sich um die erste katholische Corporation, die überhaupt an einem überwiegend protestantisch geprägten Hochschulort gegründet wurde.
Bereits bei der Cartellversammlung in München 1876 erhielt die Suevia den Status einer Freien Vereinigung, einer Art Vorstufe zur Vollmitgliedschaft. Am 14. Februar 1878 wurde die Suevia endgültig als neuntes Mitglied in den CV aufgenommen. Noch im selben Jahr wurde die Suevia als AV Suevia vom Akademischen Senat offiziell anerkannt. Das Couleurprinzip wurde eingeführt – Band und Mütze waren stets zu tragen.

Im Jahre 1935 wurde der CV aufgelöst, die Suevia musste ein knappes Jahr später den Aktivenbetrieb einstellen. 1938 wurde der Altherrenbund durch die Gestapo aufgelöst.
Bereits 1946 konnte wieder ein Stiftungsfest begangen werden. Im Juli 1947 erfolgte die Genehmigung der Gründung des Altherrenvereins der Suevia mit Genehmigung der amerikanischen Besatzungsbehörden. Die Behörden genehmigten im Juni 1948 die Umbenennung in KAV Suevia und eine Satzungsänderung, die auch die Aufnahme von Studenten vorsah. Damit war die Suevia die erste aktive Studentenverbindung Berlins nach dem Zweiten Weltkrieg. Der Aktivenbetrieb wurde zunächst zusammen mit der Altherrenschaft Borusso-Saxoniae als Saxo-Suevia wieder aufgenommen (Farben: rot, gelb, schwarz). 1949 erfolgte dann die freundschaftliche Trennung der beiden Bünde.
2005 wurde das 130. Stiftungsfest gefeiert. Die Suevia führte dreimal den Vorort des Cartellverbandes: 1885/1886, 1895/1896 und 1952/1953. Die Suevia Berlin hat – seit dem Übertritt der AV Austria Innsbruck in den ÖCV –  die Nummer 8 in der verbandsinternen Reihenfolge der Cartellverbindungen. Die offizielle Abkürzung ist Sv.

## Bekannte Mitglieder
Federführend bei der Gründung der Suevia war der deutsche Jurist und Reichstagsabgeordnete Bernhard Nadbyl.
Mit Constantin Fehrenbach und Wilhelm Cuno wurden zweimal Mitglieder der Suevia in den zwanziger Jahren Reichskanzler der Weimarer Republik. Jeweils in schwierigen Zeiten: Fehrenbach war der erste Kanzler nach dem Kapp-Putsch und Cuno hatte den Ruhrkampf auszufechten.
Weitere bekannte Mitglieder der Verbindung sind der Politiker und Kulturkämpfer Felix Porsch; Eugen Bolz, deutscher Politiker der Zentrumspartei und Widerstandskämpfer gegen das NS-Regime; Georg Ress, Richter am Europäischen Gerichtshof für Menschenrechte; der erste Berlin-Beauftragte der Bundesrepublik Deutschland Heinrich Vockel; der Berliner Senator für Bau- und Wohnungswesen Ulrich Rastemborski; der erste Berliner Weihbischof Paul Tkotsch sowie Friedrich Berentzen, Tassilo Bonzel, Theopont Diez und Heinrich Wiechens. Auch Pater Odilo Braun, Joachim Rückert, Bernhard Justen, Bernard große Broermann und Josef Roeckerath waren oder sind Mitglieder der Suevia.
Seit dem 31. Oktober 2007 war der ehemalige Nuntius in Deutschland S. E. Erzbischof Erwin Josef Ender (1937–2022) Ehrenmitglied der Suevia.

## Tochterverbindungen
1898 genehmigte der Akademische Senat die Umbenennung in KAV Suevia – dies war während des Kulturkampfes unmöglich. Gleichzeitig wurde darauf gedrängt, dass Angehörige der TH Charlottenburg (heute TU Berlin) aus der KAV Suevia zu entlassen seien, weil nach den damaligen Vorschriften eine Verbindung nur aus Angehörigen einer Hochschule bestehen durfte. Aus diesem Grund wurde im Jahr 1899 die KDStV Borusso-Saxonia Berlin als Tochterverbindung an der TH Charlottenburg gegründet.
Nachdem der CV das Singularitätsprinzip, wonach jeweils nur eine Cartellverbindung an jeder Hochschule bestehen durfte, aufgehoben hatte, war 1900 der Weg frei zur angesichts des enormen Mitgliederzuwachses längst überfälligen Gründung der zweiten Tochterverbindung, der AV Hansea Berlin, die nach dem Zweiten Weltkrieg in Köln wiederbegründet wurde.